# NunSexMonkRock
NunSexMonkRock – trzeci album punk rockowej piosenkarki Niny Hagen, jednocześnie pierwszy wydany solowo. 

## Lista utworów
1. "Antiworld" 4:41
2. "Smack Jack" 5:17
3. "Taitschi-Tarot" 2:06
4. "Dread Love" 4:07
5. "Future Is Now" 2:55
6. "Born In Xixax" 2:55
7. "Iki Maska" 5:09
8. "Dr. Art" 4:50
9. "Cosma Shiva"  3:19
10. "UFO" 4:53